# Matthaeus Zeidler
Matthaeus (Matouš) Zeidler (26. listopadu 1626, Cheb – 12. června 1697, Olomouc) byl jezuitský teolog, kazatel, představený a v letech 1671 – 1674 26. rektor olomoucké univerzity.

## Dílo
- Das Leben und die Wunderwerke der Hl. Hedwigis, Glaz 1686.